# Georges Gusdorf

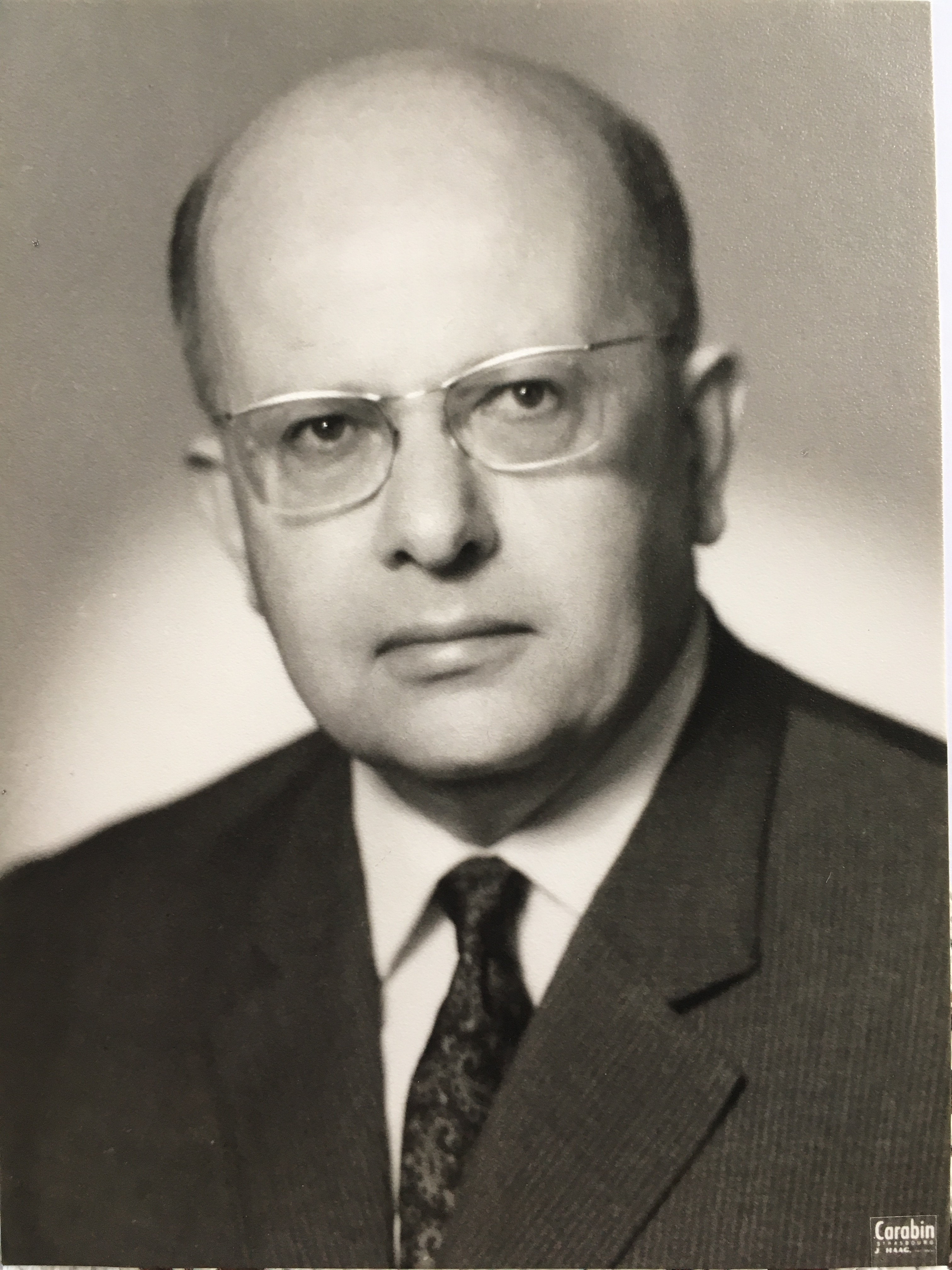
Georges Gusdorf (Foto: Anne-Lise Volmer)

Georges Gusdorf (* 1912 in der Nähe von Bordeaux; † 17. Oktober 2000) war ein französischer Philosoph und Epistemologe.

## Werdegang
Gusdorf studierte an der École normale supérieure in Paris bei Gaston Bachelard sowie an der Sorbonne bei Léon Brunschvicg. Die Jahre 1940 bis 1945 verbrachte er in deutscher Kriegsgefangenschaft. Nach seiner Rückkehr wurde er Dozent an der Universität Straßburg.
Von 1966 bis 1988 erschienen bei dem Verlag Payot & Rivages 14 Bände seines enzyklopädischen Großprojekts Les sciences humaines et la pensée occidentale:
- Band 1: De l’histoire des sciences à l’histoire de la pensée, 1966
- Band 2: Les origines des sciences humaines, 1967
- Band 3: La révolution galiléenne, 2 Teile, 1969
- Band 4: Les principes de la pensée au siècle des lumières, 1971
- Band 5: Dieu, la nature, l’homme au siècle des lumières, 1972
- Band 6: L’avènement des sciences humaines au siècle des lumières, 1973
- Band 7: Naissance de la conscience romantique au siècle des lumières, 1976
- Band 8: La conscience révolutionnaire : les idéologues, 1978
- Band 9: Fondements du savoir romantique, 1982
- Band 10: Du néant à Dieu dans le savoir romantique, 1983
- Band 11: L’homme romantique, 1984
- Band 12: Le savoir romantique de la nature, 1985
- Band 13: Les origines de l’herméneutique, 1988

2002 erschien posthum Gusdorfs Autobiografie, Le crépuscule des illusions. Mémoires intempestifs.

## Werke in deutscher Übersetzung
- Wozu Lehrer? Übersetzt und besorgt von Ludwig Schmidts. Paderborn: Schöningh 1970 (Digitalisat der frz. Ausgabe Pourquoi des professeurs ? Pour une pédagogie de la pédagogie)
- Das theologische Ferment in der Kultur der Aufklärung. In: Siegfried Jüttner und Jochen Schlobach (Hg.): Europäische Aufklärung(en). Einheit und nationale Vielfalt. Übersetzung von Andreas Gelz und Jochen Schlobach. Hamburg: Meiner 1992. S. 26–39. (online)